# Dia Internacional de les Muntanyes

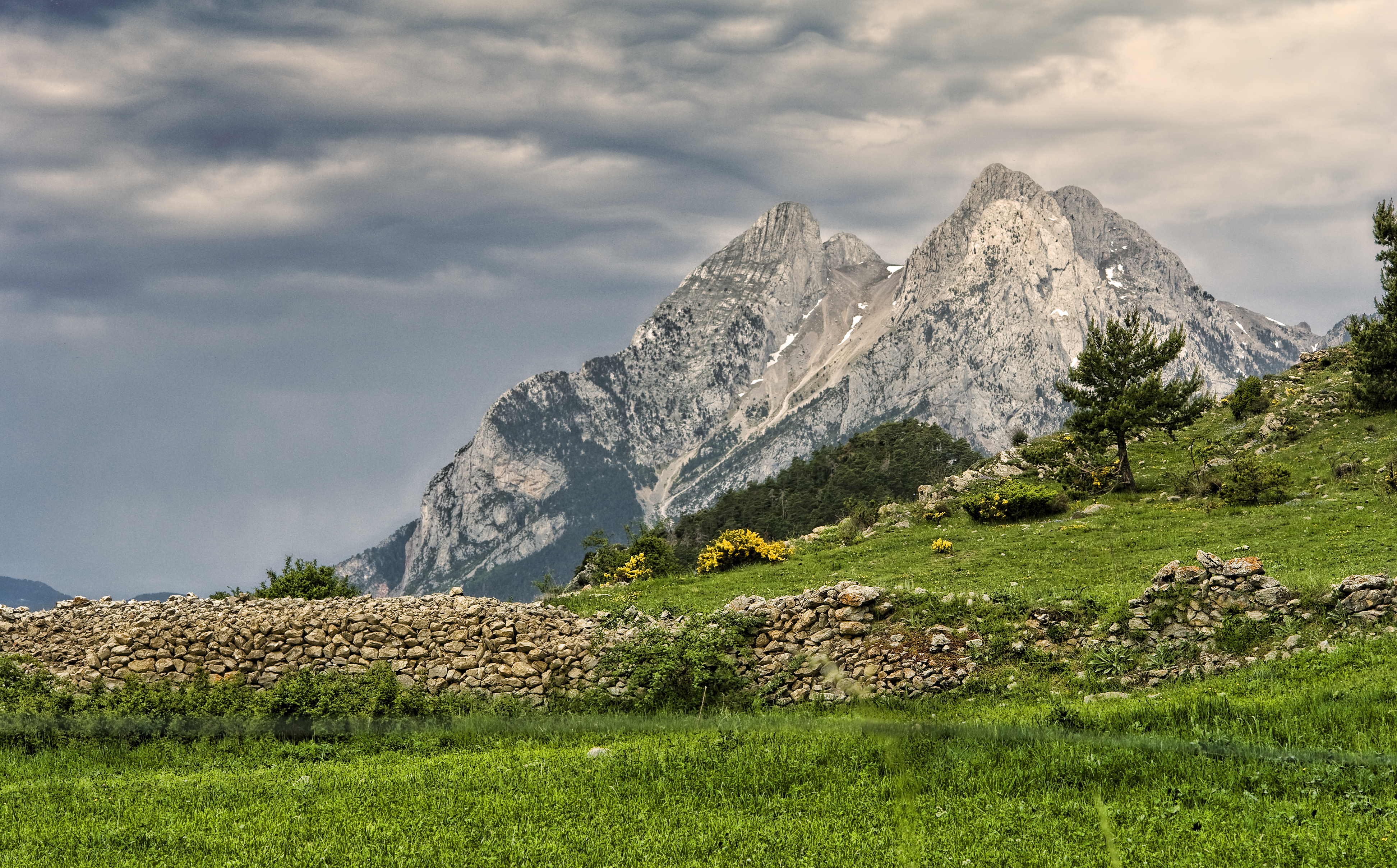
El Pedraforca, una emblemàtica muntanya de Catalunya

L'Assemblea General de les Nacions Unides decideix declarar l'11 de desembre el Dia Internacional de les Muntanyes per crear consciència de la importància que tenen les muntanyes per a la vida i per assenyalar les oportunitats i les limitacions del desenvolupament sostenible de les zones muntanyoses.

## Celebració

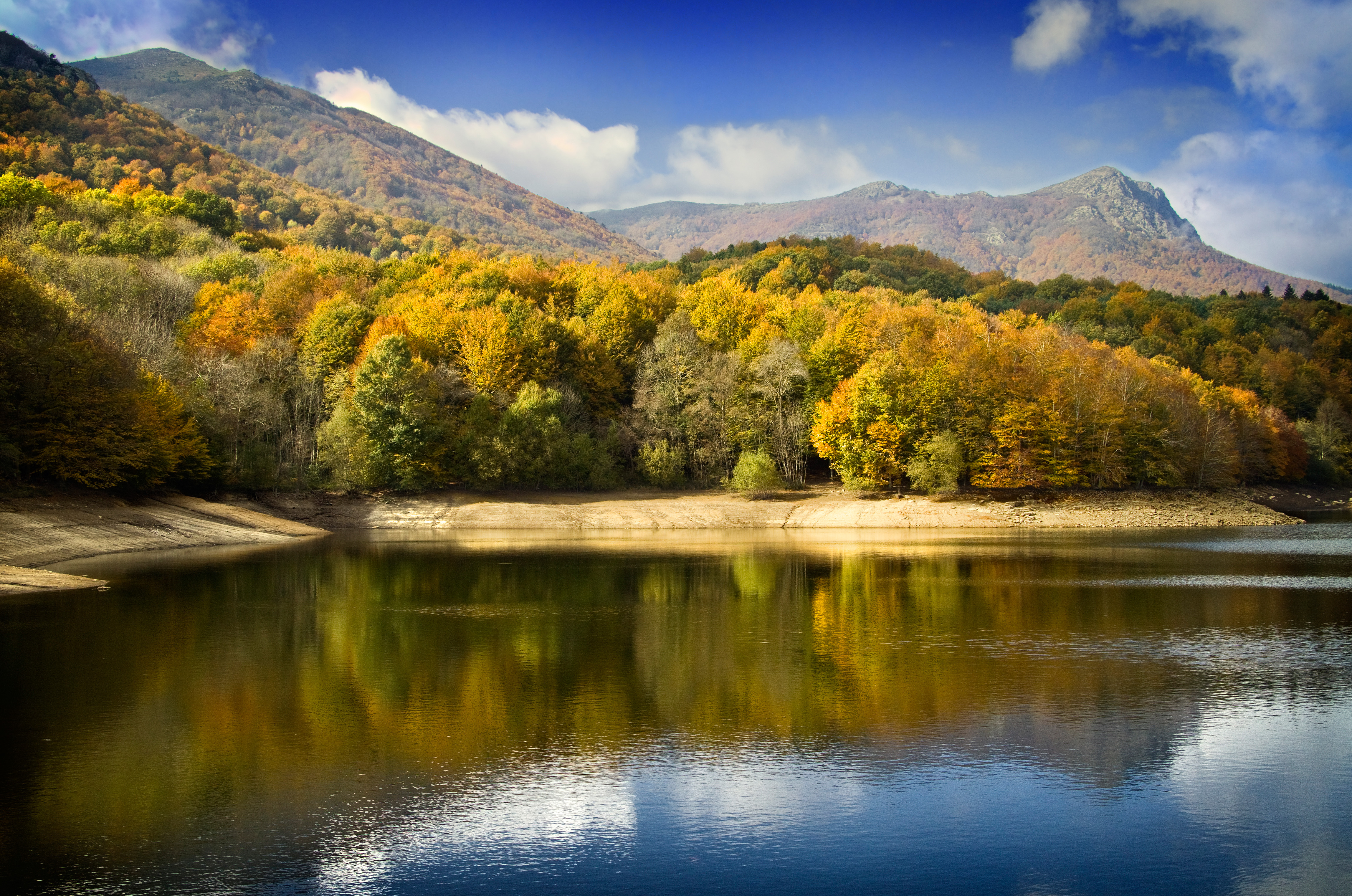
El Montseny, Reserva de la Biosfera

El 20 de desembre de 2002 l'Assemblea General de les Nacions Unides en la Resolució 57/245 "decideix declarar l'11 de desembre Dia Internacional de les Muntanyes, a partir de l'11 de desembre de 2003, i encoratja a la comunitat internacional al fet que organitzi actes a tots els nivells aquest dia per ressaltar la importància del desenvolupament sostenible de les muntanyes".

## La importància de les muntanyes

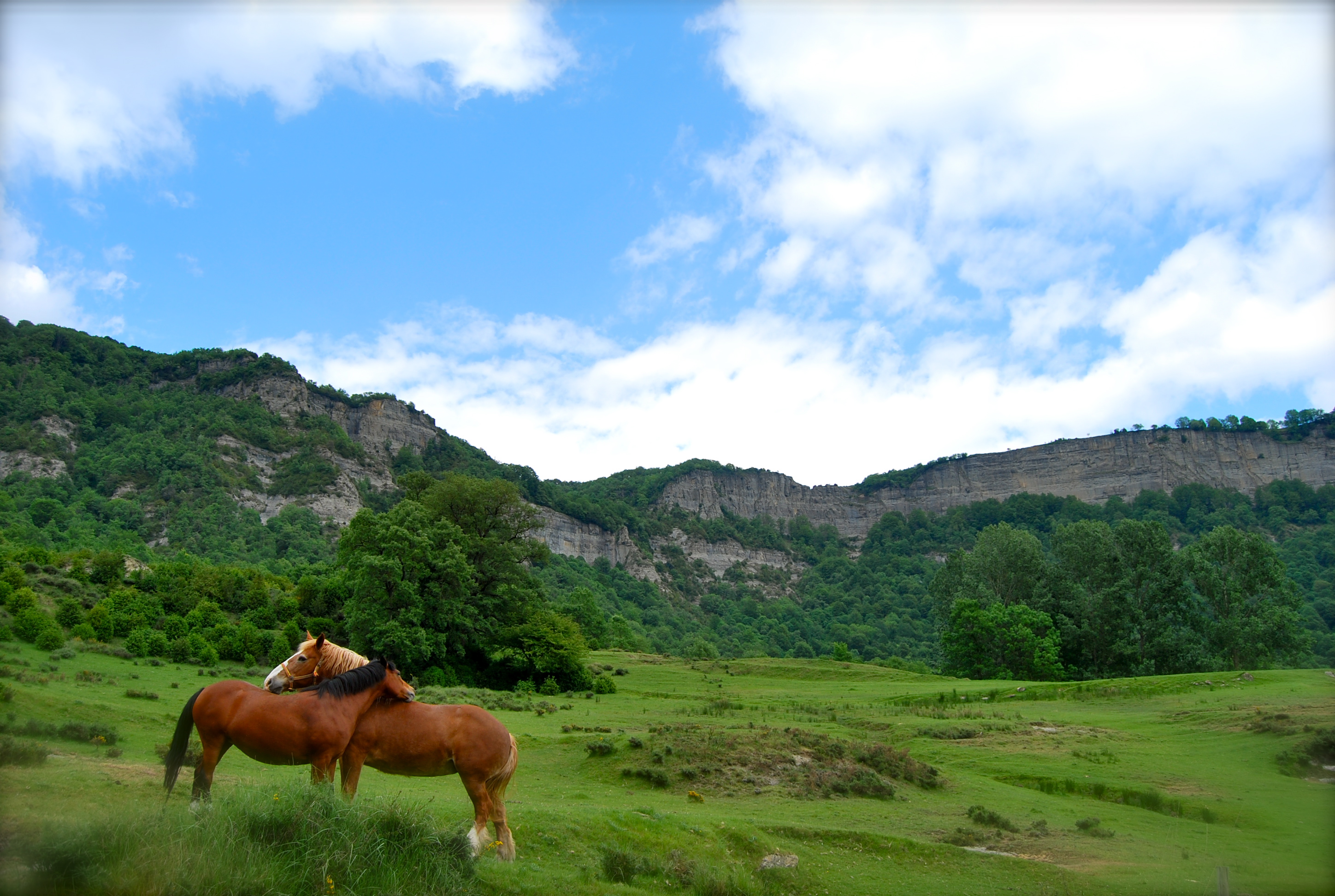
Cavalls al Collsacabra

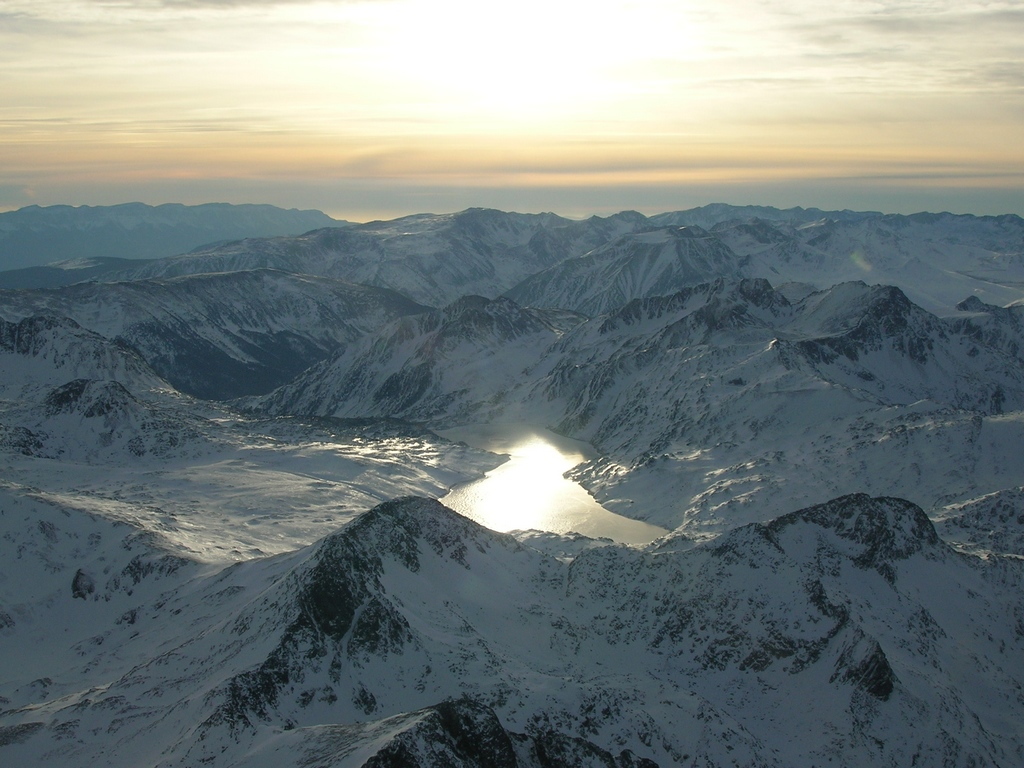
Els Pirineus

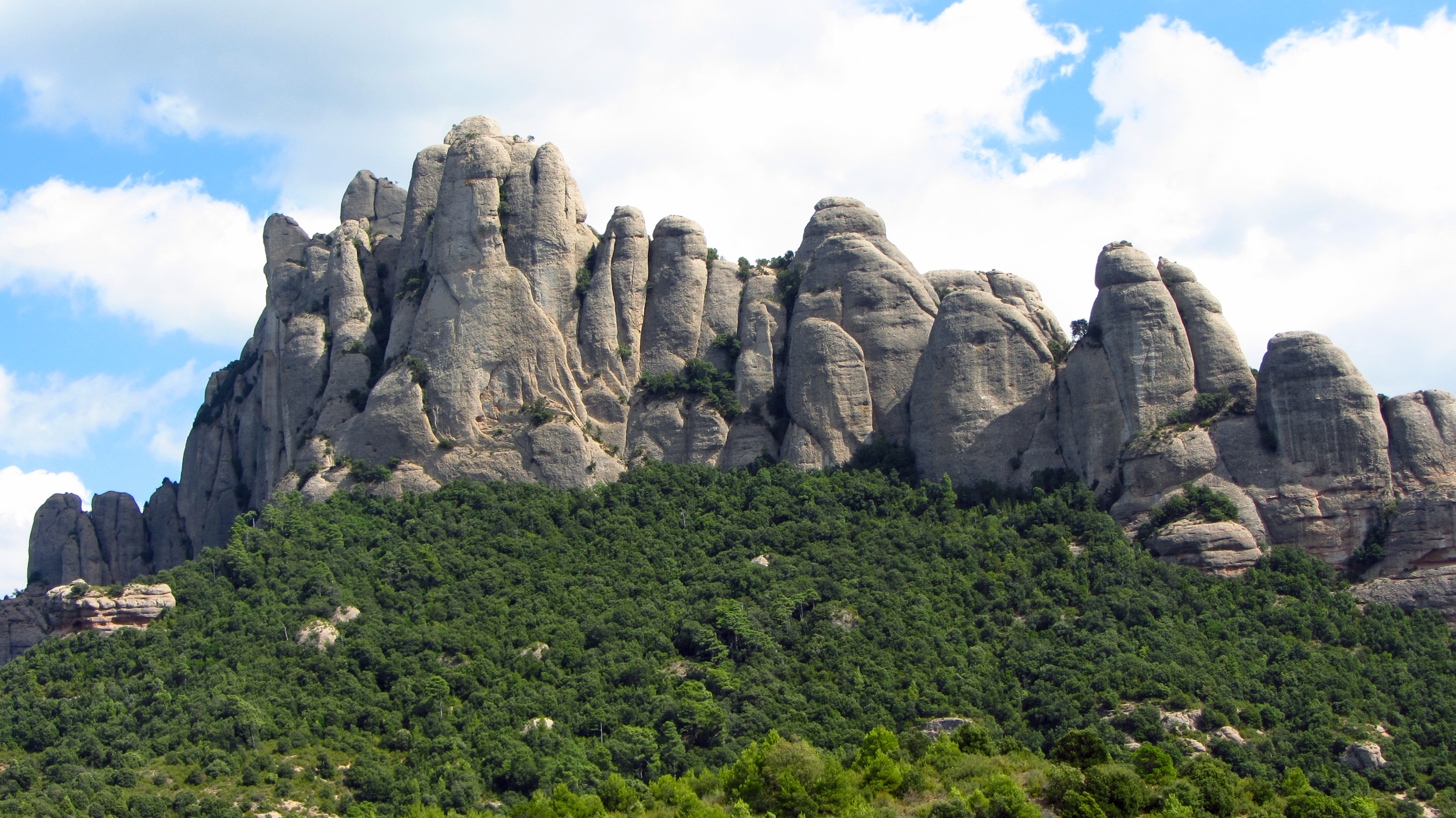
Muntanyes de Montserrat

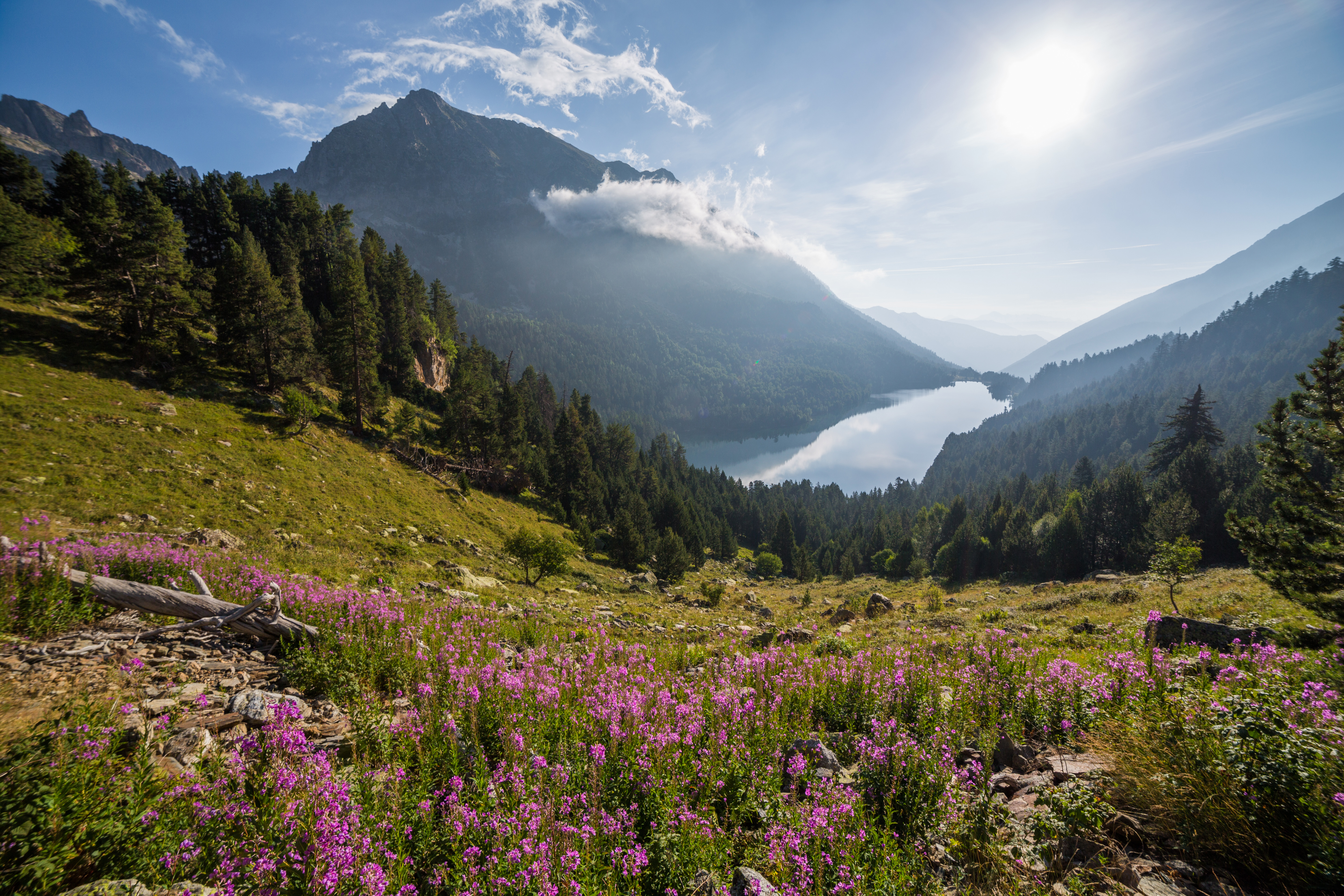
Muntanyes del Parc Nacional d'Aigüestortes i Estany de Sant Maurici

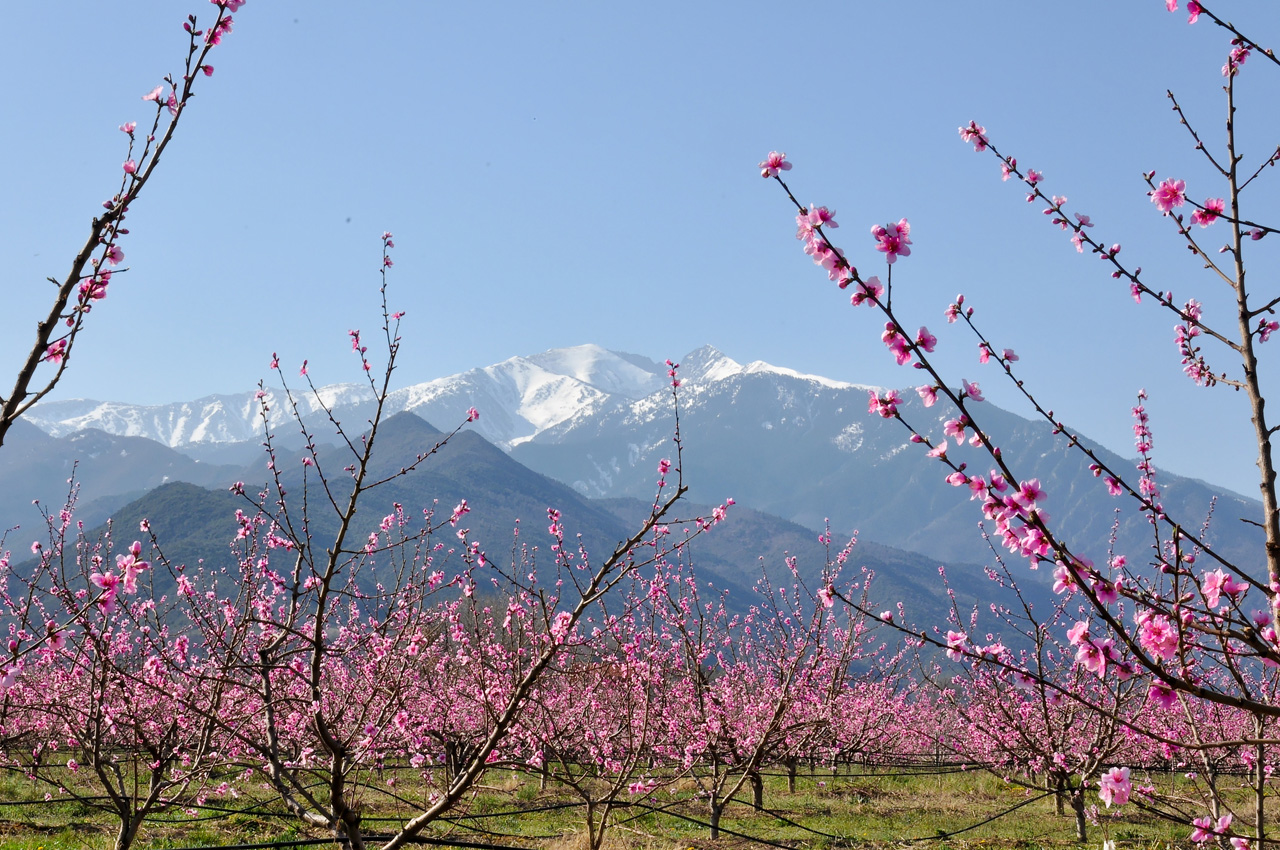
El Canigó

Les muntanyes cobreixen el 22 per cent de la superfície terrestre del món i són la llar de 915 milions de persones aproximadament, representant el 13 per cent de la població mundial.
Les muntanyes es caracteritzen per la seva enorme diversitat a nivell mundial - passant dels boscos tropicals plujosos a les neus i gel permanents; dels climes amb més de 12 metres de precipitació anual als deserts d'altitud; del nivell del mar fins als 9.000 metres d'altitud. No obstant això, les muntanyes també constitueixen ambients d'alt risc; allaus, esllavissades de terra, erupcions volcàniques, terratrèmols i inundacions dels llacs glacials amenacen la vida a les regions muntanyoses i zones limítrofes. Les muntanyes tenen un paper important a l'influenciar els climes en les diferents regions i en el món, així com les condicions meteorològiques.
“Les nostres glaceres estan desapareixent i no solament afecten les poblacions de muntanyes, sinó a tots els que en depenen. Les muntanyes són dipòsits importants de biodiversitat i tenen un rol crític com a proveïdores d'aigua al món. En Buthan, això fa que tinguem hidroelectricitat i amb això reduïm la necessitat de tenir generadors de carboni” esmenta Dorji Choden, Ministra de Treball i Recursos Humans del Govern de Buthan, en una crida a la població mundial a ser conscient de la fragilitat dels ecosistemes de muntanyes enfront dels desafiaments del canvi climàtic.
Per la seva banda, María Helena Semedo, Directora General de FAO, va destacar que el Dia Internacional de les Muntanyes, dedicat a l'agricultura de muntanya, permet reflexionar sobre com l'agricultura familiar a les regions de muntanya estan experimentant una ràpida transformació a causa del canvi climàtic i també va destacar la importància de comptar amb polítiques que incorporin les necessitats i els desafiaments de les muntanyes i els seus pobladors.

## Dies anteriors
| Any  | Tema                                                                       |
| ---- | -------------------------------------------------------------------------- |
| 2018 | Les muntanyes són essencials per a les nostres vides                       |
| 2017 | Muntanyes sota pressió: clima, fam, migració                               |
| 2016 | Les Cultures de la Muntanya: celebrar la diversita i enfortir la identitat |
| 2015 | La promoció de productes de muntanya per millorar els mitjans de vida      |
| 2014 | «Agricultura de Muntanya»                                                  |
| 2013 | «Muntanyes - clau per al futur sostenible»                                 |
| 2012 | «Celebració de la vida de muntanya»                                        |
| 2011 | «Els boscos de muntanya, les arrels del nostre futur»                      |
| 2010 | «Pobles indígenes i minories de les muntanyes»                             |
| 2009 | «Gestió de riscos de catàstrofes a les regions muntanyenques»              |
| 2008 | «La seguretat alimentària a les muntanyes»                                 |
| 2007 | «Afrontar la realitat: el canvi climàtic a les zones muntanyenques»        |
| 2006 | «Gestió de la biodiversitat de les muntanyes per a una vida millor»        |
| 2005 | «Turisme a les muntanyes: beneficiant els pobres»                          |
| 2004 | «La pau: clau del desenvolupament sostenible a les muntanyes»              |